# Облога Старого Бихова (1659)
Облога Старого Бихова (14 травня — 4 грудня 1659) — ключовий епізод московсько-української війни 1658—1659 років на білоруському театрі бойових дій. Козаки Білоруського полку, шляхта та міщани Старого Бихова на чолі з І. Нечаєм і С. Виговським майже сім місяців боронили фортецю від московського війська князя І. Лобанова-Ростовського. Після взяття міста московити вирізали всю залогу та жителів міста. Падіння Старого Бихова означало ліквідацію козацького полково-сотенного устрою на землях південно-східної Білорусі.

## Передісторія
У серпні-вересні 1658 року розпочалась московсько-українська війна. Бойові дії між козаками гетьмана І. Виговського та царськими силами почалися під Києвом, на Лівобережній Україні, а також — у Білорусі. Станом на 1658 рік під контролем козаків перебувала Пінщина, Гомельщина та міста вгору по Дніпру — до Могильова. На цих землях починаючи від 1654—1655 років були утворені козацькі полки — Турово-Пінський і Білоруський (Чауський). Цар Олексій Михайлович неодноразово вимагав від Б. Хмельницького, а потім — і від його наступника Виговського — скасувати козацьку адміністрацію та передати білоруські землі під управління московських воєвод.
Білоруський полковник Іван Нечай розпочав бойові дії проти московських сил у вересні 1658 року. Його виступ підтримала частина шляхти та місцевих селян. У ході осінньої кампанії 1658 року Нечаю вдалося захопити низку фортець на південному сході Білорусі. Сил московських воєвод Г. Козловського та С. Змєєва бракувало, щоб стримати наступ козаків. У жовтні 1658 року за наказом царя у Смоленську формується нова армія — на чолі з князем Іваном Лобановим-Ростовським.
Прибуття нового війська різко змінило співвідношення сил на білоруському фронті. У листопаді-грудні московити завдали низки поразок армії І. Нечая. На підмогу білоруському полковнику І. Виговський відправив 2-тисячний загін на чолі зі своїм родичем Самійлом Виговським. У січні-березні 1659 року бойові дії між царськими військами та козаками точилися біля обложених московитами міст Мстислава та Кричева. Після падіння цих фортець І. Нечай та С. Виговський відступили до Старого Бихова. Це місто стало останнім українським форпостом у Білорусі.

## Сили сторін
За свідченням полонених бихівських шляхтичів і міщан, залога міста налічувала 4 тисячі козаків, шляхти, міщан і покозачених селян.

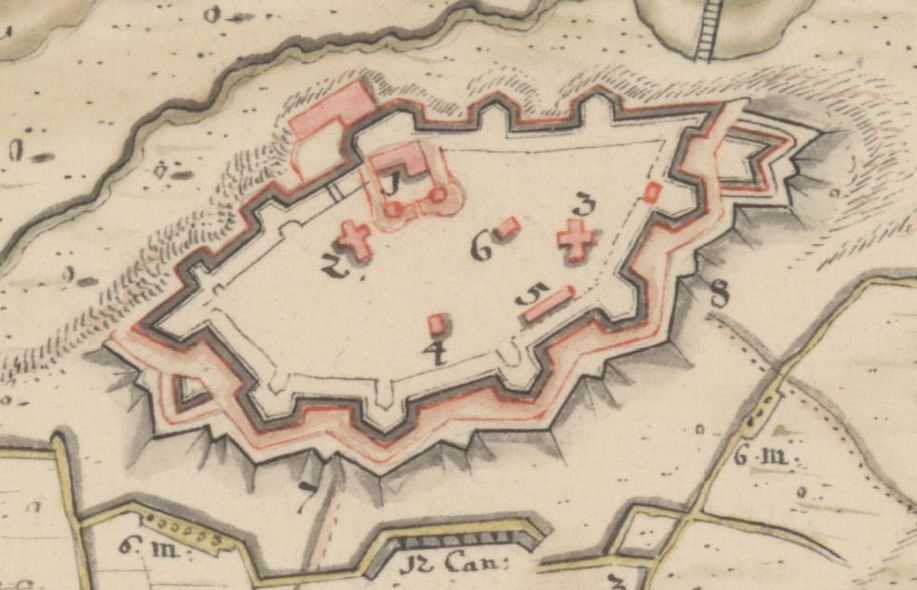
План Бихівської фортеці. 1707 рік

Вони обороняли добре укріплену фортецю, збудовану у 1610-х роках великим гетьманом литовським Я.-К. Ходкевичем. Старобихівська фортеця була зведена за зразком західноєвропейських фортифікацій: оточена бастіонами, земляними валами, ровом з водою. У 1654—1657 роках Старий Бихів витримав кілька тривалих облог козацького та московського військ. Був взятий на початку 1657 року.
Військо І. Лобанова-Ростовського, що у листопаді 1658 року виступило зі Смоленська, налічувало 5 тисяч ратників. Біля Могильова до нього доєдналися 3 тисяч вояків Г. Козловського та С. Змєєва, а також — загін стольника Л. Ляпунова (350 вояків).
Московське військо складалося з дворян, «дітей боярських», «присяжної» литовської шляхти, стрільців і солдатів «нового строю». Згідно з дослідженням О. Малова, в облозі Старого Бихова брав участь драгунський ескадрон майора Д. Дурова з елітного Московського виборного полку. Він налічував 11 «начальних людей» і 528 «нижніх чинів».

## Перебіг облоги

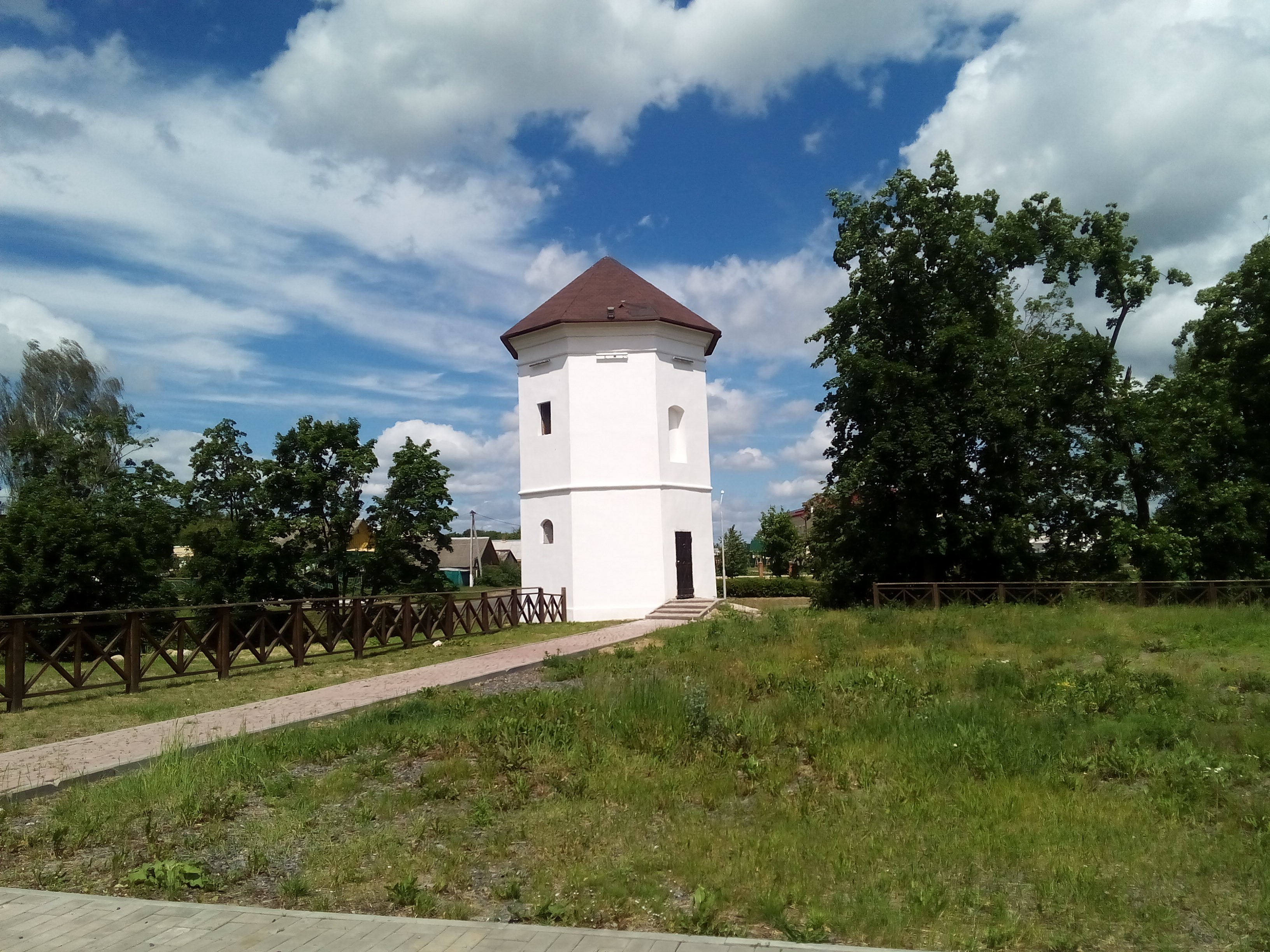
Відреставрована башта Бихівського замку. Сучасний вигляд

14 травня до Старого Бихова підійшов авангард московського війська на чолі з С. Змєєвим. Козаки здійснили вилазку з міста та атакували московитів, але були відкинуті. Змєєв облаштував табір біля міста.
17 травня підійшли основні сили Лобанова-Ростовського, після чого Старий Бихів опинився у повній блокаді. Оборонцям міста запропонували здатися, але І. Нечай і С. Виговський відкинули цю пропозицію.
Полковники сподівалися на підмогу від гетьмана І. Виговського та литовських сил. 8 червня Виговський, перебуваючи у таборі під Яготином, надіслав універсал, в якому закликав бихівців не здавати міста, обіцяючи скоро прислати війська.
У середині червня воєвода С. Змєєв провів блискавичну операцію, щоб не допустити можливої спроби деблокади міста. Швидким маршем він вирушив до Бобруйська, де стояв табором литовський полковник С. Оскірко. У того було 10 хоругов шляхти, драгунів і козаків, і він очікував підходу підкріплень. Змєєв змусив Оскірка спішно відступати до Слуцького замку. Знищивши табір і спаливши кілька навколишніх сіл, московський воєвода 21 червня повернувся під Старий Бихів.
Надії на деблокаду тепер стали зовсім примарними. Попри це козаки продовжували запекло та активно боронитися, регулярно здійснюючи вилазки проти московських сил. 27 червня князь І. Лобанов-Ростовський у листі до царя писав про щоденні бої та повідомляв про значні втрати:
| изъ Быхова къ нашимъ шанцамъ бываютъ ежеденныя вылазки многими конными и пѣшими людьми, и на тѣхъ вылазкахъ твои, а нашихъ полковъ ратные люди быховскихъ сидѣльцевъ побиваютъ, шляхту и мѣщанъ и козаковъ многихъ… побито на бояхъ отъ твоихъ людей всякихъ чиновъ людей быховцевъ больше 100 человѣкъ, а Нечайковъ де братъ родной Юрий на бою посѣченъ по головѣ; а твоимъ ратнымъ людямъ отъ быховцевъ уронъ бываетъ же; а на тѣхъ многихъ вылазкахъ твоихъ ратныхъ людей побито въ розныхъ числахъ и отъ ранъ померло.[5] |
Тим не менш, становище обложених погіршувалось. Окремі козаки та шляхтичі складали зброю та здавалися московитам. Нечай не заважав їм виходити з міста. Зокрема, у серпні здався сотник Степан Дольченко «з товаришами».
11 вересня на раді в Германівці І. Виговський склав булаву і новим гетьманом був обраний Юрій Хмельницький. 12 вересня чернігівський полковник О. Силич надіслав Нечаю листа, у якому повідомив, що «все Запорізьке військо присягнуло московському царю». 16 жовтня Лобанов-Ростовський знову запропонував оборонцям капітулювати, але Нечай, як і раніше, відповів відмовою.
17 жовтня козацька рада у Переяславі схвалила «Статті» з московським урядом, які суттєво обмежували автономію Гетьманщини. Гетьман Ю. Хмельницький погодився, зокрема, і на виведення всіх козацьких військ із Білорусі та здачу Старого Бихова.
Московські війська безперестанку обстрілювали місто з гармат. В обложених закінчувалися продовольчі запаси. Козаки пухли від голоду, хворіли цингою. Сили оборонців танули. На початок листопада у війську Нечая залишилось 300 козаків і 60 шляхтичів.
У Лобанова-Ростовського, в той же час, було приблизно 7 тисяч вояків. Московське військо вразило дезертирство. Зокрема, масово втікали «присяжні» смоленські та вітебські шляхтичі. Ці обставини примусили воєводу до рішучих дій.

## Падіння міста і Бихівська різанина
У ніч на 4 грудня московити взяли Старий Бихів штурмом. Московський князь у листі до царя писав: «город приступом взяли и изменника Ивана Нечая и брата его и Самошку Выговского и жен их и шляхту и казаков и мещан многих живых взяли, а иных многих в ночное время побили».

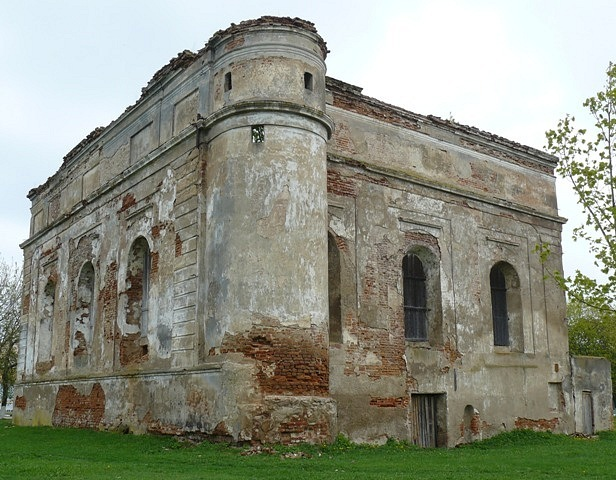
Бихівська синагога XVII століття. Сучасний вигляд

Захопити місто царським військам вдалося завдяки зраді коменданта Старого Бихова Шульца та членів магістрату Ільїнича-Сорочинського, Маковського та братів Ранчковських. Всі вони того ж року були пожалувані царем у московські дворяни та отримали помістя у Дмитрівській волості Вяземського повіту. Нащадки дворянських родів Ільїничів-Сорочинських, Ранчковських і Шульців у ХІХ ст. мешкали у Смоленській і Калузькій губерніях.
У документах не зазначається, яким саме чином вони допомогли Лобанову-Ростовському захопити місто. Можливо, зрадники були причетні до вибуху міського арсеналу, що стався у момент штурму: «в каменном городке с порохом взорвало палату, а в той палате были порох ручной и пушечный и пушечные ядра, свинцу 12 свиней да пушечных ядер больших и малых 1843 ядра да 700 пуль мушкетных, да в том же погребу быховских мещан в кадех меду сырцу сто пуд да сукна и иную рухлядь».
За свідченням рабина Єгуди-Лейба Пуховіцера, що пережив штурм Старого Бихова, переможці — московські вояки — вирізали цивільних жителів міста:
| Місто було захоплене обманом, всі жителі були вбиті, від юнака до старця, не пошкодували ні немовлят, ні жінок, все розграбували, а решту вивезли до своєї країни. І було вбито там, через гріхи наші, понад 300 євреїв, і серед них багато мудреців Тори.[8] |
Самого Пуховіцера з родиною перед початком штурму вивели з міста двоє зі зрадників.
Сумна доля чекала і оборонців Старого Бихова. Шляхтичів московити «висікли упень», частину козаків стратили, частину — вислали до Сибіру. Були повішені Самійло Виговський, козацькі сотники Дрань і Молявка. Іван Нечай і його брат Юрій були заслані до Тобольська.
22 грудня за наказом царя всім учасникам «Бихівського взяття» роздали нагородні золоті та позолочені копійки.

## Наслідки
Падіння Старого Бихова означало крах козацького «білоруського проекту». Козацька адміністрація на білоруських землях була знищена та більше ніколи не відродилась.
Лобанов-Ростовський залишив у захопленій фортеці гарнізон і у січні 1660 року повернувся до Смоленська. Вже у 1661 році місто у московитів відбив коронний загін на чолі з С. Чарнецьким.